# 北部铁路沿线施特拉斯霍夫
北部铁路沿线施特拉斯霍夫（德語：Strasshof an der Nordbahn）是奥地利下奥地利州根瑟恩多夫县的一个市镇。总面积11.63平方公里，总人口7777人，人口密度668.7人/平方公里（2005年）。